# برزيميسلاو بلاتشيتا
برزيميسلاو بلاتشيتا (مواليد 23 مارس 1998) هو لاعب كرة قدم بولندي يلعب في مركز الجناح الأيسر في نادي نورويتش سيتي.

## روابط خارجية
- برزيميسلاو بلاتشيتا على موقع الاتحاد الدولي (مؤرشف)  (الإنجليزية)
- برزيميسلاو بلاتشيتا على موقع الاتحاد الأوربي (الإنجليزية)
- برزيميسلاو بلاتشيتا على موقع قاعدة بيانات كرة القدم.إي يو (الإنجليزية)
- برزيميسلاو بلاتشيتا على موقع ناشيونال فوتبول تيمز (الإنجليزية)
- برزيميسلاو بلاتشيتا على موقع Soccerbase.com (لاعب) (الإنجليزية)
- برزيميسلاو بلاتشيتا على موقع Soccerway.com (الإنجليزية)
- برزيميسلاو بلاتشيتا على موقع عالم كرة القدم.نت (الإنجليزية)